# Sainte-Foy-la-Longue
Sainte-Foy-la-Longue település Franciaországban, Gironde megyében. Lakosainak száma 138 fő (2022. január 1.). Sainte-Foy-la-Longue Saint-Laurent-du-Bois, Casseuil, Caudrot, Morizès, Saint-André-du-Bois, Saint-Laurent-du-Plan, Saint-Martial és Saint-Martin-de-Sescas községekkel határos.

## Népesség
A település népessége az elmúlt években az alábbi módon változott:
| Lakosok száma | 148  | 134  | 151  | 134  | 129  | 120  | 122  | 131  | 136  | 138  |
|               | 1968 | 1982 | 1990 | 2006 | 2013 | 2015 | 2017 | 2019 | 2020 | 2022 |